# 末芳枝
末 芳枝（すえ よしえ、1937年（昭和12年）3月28日 - 2020年（令和2年）4月27日）は、日本の声楽家（メゾソプラノ）、音楽教育者。

## 経歴
日本大学芸術学部音楽学科の講師を務め、平野和や小川雄亮を輩出した。
日本声楽発声学会の会長も務めた。会長任期中の2014年、学会50周年記念として、理事豊田喜代美と共に発議し、同学会の沖縄支部が発足した。2016年5月末日を以て退任し、6月から永井和子が後を継いだ。
2020年4月18日、新型コロナウイルスに感染していることが判明し、同日入院した。歌手として一生鍛え続けた証拠に喉を残したい、と人工呼吸器の装着を拒否。同月27日に亡くなった。83歳没。

## 親族
- 姉：（1930? - ） [注 1]
- 兄：末利光（1932 - ） - NHKアナウンサー
- 妹：（1941? - 2020）[注 2]

## 主な著作
発行年順。
- 「口絵：末芳枝」『音楽の友』第30巻第10号、音楽之友社、1972年10月、p__ (コマ番号0031.jp2)、国立国会図書館内公開、ISSN 0289-3606、全国書誌番号:00002969、doi:10.11501/6021961。国立国会図書館デジタルコレクション。
- 大中恩、大野敏彦、末芳枝、川上勝功「特別講演 詩と音楽の融合 : 大中恩の世界 歌曲と合唱曲」（2013年(平成25年)夏季研修会）『声楽発声研究』第5-6号、東京 : 日本声楽発声学会、2014-2015年3月3日、p67-71。ISSN 2432-2202、OCLC 7350857818。掲載誌別題『Journal of research in singing and voice』、以下同。
- 末芳枝「巻頭言 : 創立50周年特別企画ご報告」『声楽発声研究』第5-6号、2014-2015年3月3日、p1-3。ISSN 2432-2202、OCLC 7350857322。
- 末芳枝「公開レッスン ドイツ歌曲を歌う楽しみ」（2015年(平成27)年 夏季研修会）『声楽発声研究』第7号、東京 : 日本声楽発声学会、2016年3月、p78-81。ISSN 2432-2202、OCLC 7350862419。
- 大野徹也、末芳枝「現役声楽家の演奏とお話」（第101回例会）『声楽発声研究』第7号、東京 : 日本声楽発声学会、2016年3月、p35-37。ISSN 2432-2202、OCLC 7350855519。